# Tadeu I Montefeltro
Tadeu I Montefeltro (vers 1180-1251) va ser el fill de Montefeltrano I Montefeltro. A la mort del pare el 1202 es va repartir els territoris amb son germà Bonconte I Montefeltro, i li va correspondre Faggiuola i Casteldelci.
Fou partidari de l'emperador i va seguir a [Frederic II] a la Pulla el 1223. El 1226 va fer reconstruir les muralles d'Imola.
El 1226 l'emperador Frederic II li va donar en feu la ciutat d'Urbino amb el territori (comtat), juntament amb son germà Bonconte I Montefeltro, però fins al 1234 no es va poder imposar a la ciutat.
El 1243 va lluitar amb l'emperador a Càpua, i va combatre els güelfs a la Romanya.
Fou excomunicat el 1246 i declarat desposseït de tots els seus drets i feus, però va ser perdonat i restaurat per butlla del Papa del 13 de gener de 1249.
Va morir de pesta el 1251. Va deixar quatre fills: Ranier de Casteldelci, Corrado (podestà i capità del poble de Pistoia el 1286, mitjancer entre els gibel·lins de la Romanya i el governador pontifici per una treva de deu anys el 1290, va combatre els Malatesta el 1295 i va deixar dos fills: Tadeu i Agnès), Malatesta (capità de l'exèrcit de Suàbia i membre del partit gibel·lí de la Romanya que va acordar la pau amb la mediació de Bonifaz arquebisbe de Ravenna) i Arrigo.